# Моя щаслива зірка
Моя щаслива зірка (англ. My Lucky Star) — американський комедійний мюзикл режисера Рой Дель Рута 1938 року.

## Сюжет
Син (Ромеро) власника універмагу приймає на роботу дівчину (Хені) з університету, щоб використовувати її як рекламу для свого відділу моди. Вона закохується в учителя (Грін) і її виганяють.

## У ролях
- Соня Гені — Кріста Нільсен
- Річард Грін — Ларрі Тейлор
- Джоан Девіс — Мері Дуайт
- Сізар Ромеро — Джордж Кебот-молодший
- Бадді Ебсен — Бадді
- Артур Трічер — Віппл
- Джордж Барбьє — Джордж Кебот-старший
- Джипсі Роуз Лі — Марсель
- Біллі Гілберт — Нік
- Патриція Вайлдер — Дороті
- Пол Герст — Луї